# Graafschap Armagnac

Wapen van het Graafschap Armagnac tot 1304.

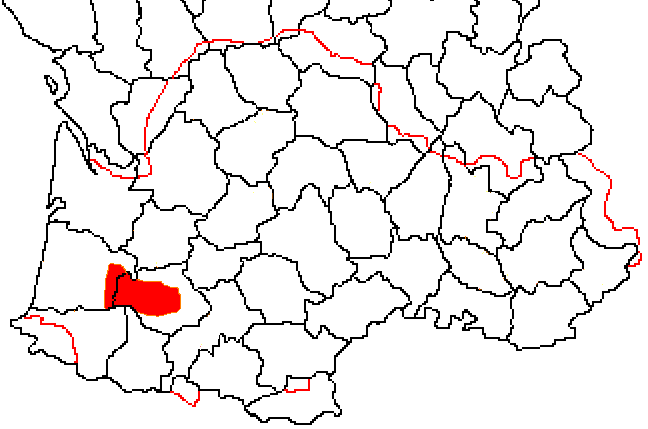
Ligging van Armagnac

Het graafschap Armagnac was een graafschap in het hart van de Franse provincie Gascogne, tegenwoordig in het departement Gers (regio Occitanië) en ook het oosten van de Landes (regio Nouvelle-Aquitaine).

## Geschiedenis
In de oudheid woonden hier de Auscii (stad Auch) en de Elusates (stad Eauze). Auch is de historische hoofdstad en nog steeds de voornaamste stad.
Als graafschap werd Armagnac in de 9e eeuw van het graafschap Fézensac van graaf Willem Garcès van Fézensac afgesplitst; graaf van Armagnac werd Willems zoon Bernard de Schele.
In 1140 kwamen onder graaf Gerolt III Armagnac en Fézensac weer samen, nadat diens vrouw Anicella van Fézensac zonder erfgenamen uit haar eerste huwelijk was gestorven. Het eerste huis Armagnac stierf in 1215 uit met Gerolt IV en het graafschap ging over op de familie Lomagne, die van een dochter van Géraud III afstamde.
Het huis Armagnac speelde een belangrijke rol in het verzet tegen de "Zwarte Prins" Eduard van Woodstock, die herroeping van het Verdrag van Brétigny en de herovering van Aquitanië nastreefde. Jan I was, als luitenant van de koning in Languedoc van 1338 tot 1352, een der belangrijkste leiders van het koninklijk leger tegen de Zwarte Prins.
In 1497 kwam Armagnac in handen van Karel IV van Alençon, echtgenoot van Margaretha van Angoulême, zuster van de latere koning Frans I. Margaretha bracht Armagnac in haar (tweede) huwelijk met Hendrik II van Navarra in; via hun kleinzoon Hendrik III van Navarra kwam het graafschap uiteindelijk onder de kroon.
De streek staat bekend om de eau de vie met dezelfde naam.
De naam Armagnac komt ook nog voor in de naam van een reeks gemeenten:
- in de Gers: Bretagne-d'Armagnac, Campagne-d'Armagnac, Castex-d'Armagnac, Caupenne-d'Armagnac, Lias-d'Armagnac, Mauléon-d'Armagnac, Monlezun-d'Armagnac, Sainte-Christie-d'Armagnac, Saint-Martin-d'Armagnac, Salles-d'Armagnac, Termes-d'Armagnac;
- in de Landes: Arthez-d'Armagnac, Betbezer-d'Armagnac, Créon-d'Armagnac, Labastide-d'Armagnac, Mauvezin-d'Armagnac, Saint-Julien-d'Armagnac.